# Vive la Biélorussie !
Pour plus de détails, voir Fiche technique et Distribution.
Vive la Biélorussie ! ((en) Viva Belarus ! (be) Жыве Беларусь! , (pl) Żywie Biełaruś!) est un film dramatique polonais sorti en 2012 réalisé par Krzysztof Łukaszewicz sur la jeunesse biélorusse et sa lutte pour la démocratie. Il est réalisé d'après une histoire vraie de Franak Viatchorka, militant de l'opposition biélorusse, co-auteur du scénario du film.

## Synopsis
La Biélorussie est sous la dictature de Loukachenko depuis 16 ans. Miron (23 ans) ne s'intéresse pas à la politique, il pense que ses amis de l'opposition démocrate ne sont que des doux-rêveurs. Lorsque le concert de rock de son groupe "indépendant", « Forza », déclenche des manifestations publiques anti-régime, Miron paie ces événements en étant enrôlé de force dans l'armée malgré sa maladie cardiaque. Dans son unité, Miron est confronté à des conditions inhumaines et à un endoctrinement à l'esprit soviétique. En signe de protestation, Miron, avec le soutien de sa belle et infatigable petite amie Vera, publie sur Internet le blog « La vie d'un conscrit ». Le blog dépeint l'armée comme une miniature de la Biélorussie contemporaine, et ses citoyens comme des « conscrits », soumis à des hiérarchies informelles et à l'endoctrinement, déclenchant une véritable tempête sur Internet. Miron utilise des extraits du blog dans des chansons satiriques qui dénoncent le régime et deviennent des succès de rue. Les autorités décident de frapper le rebelle à l'endroit le plus sensible.

## Fiche technique
- Titre original : Żywie Biełaruś!
- Réalisateur : Krzysztof Łukaszewicz
- Durée :
- Date de sortie : 2012

## Distribution
- Dzmitry Papko (en)
- Vadim Affanasiev
- Karolina Gruszka
- Anatoliy Kot
- Pavel Kryksunou
- Aliaksandr Malchanau
- Dzianis Tarasenka

## Distinctions
- 11e Brussels Film Festival – Belgique – 19/26 juin 2013 Prix du meilleur scénario[2].
- 38e Festival du film polonais de Gdynia - Pologne – 9/14 septembre 2013 Prix du public pour le meilleur film[3].
- 3e Crime and Punishment Film Festival – Istanbul – Turquie – 9/16 sept 2013 Premier Prix[4].
- 4e Festival du film militaire – Varsovie – 16/21. Septembre 2013 Meilleur long métrage, Golden Sable[5].
- 7e Festival international du film pour la jeunesse – Autriche – 3/5. Octobre 2013 Prix du Jury et Prix du Public[6].
- Febiofest (en) – Prague int. FF – République Tchèque - 14/22 mars 2013 Sélection Officielle
- Journées biélorusses de Stockholm – Suède – 19/21 mars 2013
- Présentation au Parlement européen – 15 octobre 2013
- Festival international du film de Kiev Molodist - 19/27 octobre 2013
- Scanorama – Lituanie -7/24 novembre 2013 Sélection Officielle
- Camerimage - Pologne -16/23 novembre 2013 Sélection Officielle
- Goa Int Film festival – Inde -20/30 novembre 2013 Sélection officielle
- Tofifest - Pologne - Novembre 2013, Sélection Officielle
- Festival Polonais de Chicago- US - 8/26 Novembre 2013 Sélection Officielle
- Festival polonais de Toronto – Canada – Sélection officielle novembre 2013
- Northern Festival – Pays-Bas – 6/10 novembre 2013 Sélection officielle
- Camerimage Intl Film Festival of the Art of Cinematography - Pologne - 16-23 novembre Sélection officielle